# Paolo Ricci (politico 1940)
Paolo Ricci (Arezzo, 19 gennaio 1940) è un politico italiano.
Esponente del Partito Popolare Italiano, nel 1995 fu eletto sindaco di Arezzo con il sostegno di una coalizione di centro-sinistra.